# Krempna
Krempna is een dorp in het Poolse woiwodschap Subkarpaten, in het district Jasielski. De plaats maakt deel uit van de gemeente Krempna en telt 500 inwoners.